# 市川團蔵 (2代目)
二代目 市川 團蔵（いちかわ だんぞう、宝永7年〈1710年〉 - 元文5年10月20日〈1740年12月8日〉）とは、江戸時代中期の歌舞伎役者。俳名市紅、屋号は三河屋。紋は三升。ただし享保元年（1716年）生れで延享3年6月9日（1746年7月26日）死去とする説もある。また市川團三郎を名乗っていた時期もあるという。
初代市川團蔵の次男で二代目市川團之助の弟。初名は市川市三郎と名乗り、父團蔵のもとで修業していたがのち旅回りに出る。元文5年4月、父の死で急遽江戸に帰り、江戸の舞台を勤め、同年7月には二代目市川團蔵を襲名するが10月に31歳で死去。名優の子として期待されていたが十分な活躍をすることもなく早世した。墓所は東京都杉並区の法照寺。なお團蔵の名跡は義弟の二代目市川團三郎が継いでいる。